# Cerkev Jezusove spremenitve na gori, Rogla
Cerkev Jezusove spremenitve na gori na Rogli je podružnična cerkev Župnije Sveta Kunigunda na Pohorju (Gorenje pri Zrečah).
Cerkev stoji na 1476 metrih nadmorske višine (po Atlasu okolja), oziroma 1517 metrih po nekaterih drugih virih, s čimer je druga najvišje ležeča cerkev v Sloveniji (prva je Cerkev sv. Uršule, Uršlja gora). Je eden redkih primerov vlaganja gospodarstva v sakralne objekte. Obstoječi turistični ponudbi na Rogli je bila s tem dodana nova kvaliteta. Cerkev je bila zgrajena po načrtih arhitektke Vere Klepej Turnšek, pri idejni zasnovi je sodeloval tudi pater Marko Ivan Rupnik.

## Zgodovina
Cerkev stoji na zemljišču, ki ga je podarila družina Pikl, z njeno izgradnjo pa se je uresničila že desetletja stara zamisel o cerkvi na Rogli. Temeljni kamen za cerkev je bil položen 20. avgusta 2006, cerkev in zvonove je 10. oktobra 2010 blagoslovil tedanji mariborski nadškof Franc Kramberger.

## Arhitektura
Kot navdih arhitekturi zunanjščine je služila smreka omorika, ki je na Pohorju najbolj pogosta. S tem naj bi se zgradba čim bolj zlila z okolico. Hkrati oblikovno posnema šotor, kakor je tudi omenjen v Svetem pismu v zgodbi o Jezusovi spremenitvi na gori, ko je apostol Peter Jezusu predlagal, da postavijo tri šotore (Mt 17,1-13).

## Oprema

### Oltar
Okovan kamnit daritveni oltar, tabernakelj in krstilnik je izdelal umetnostni kovač Milan Očko iz Zreč.

### Orgle
Cerkvene orgle so delo orglarske delavnice mojstra Antona Škrabla iz Brestovca, opus 245/2010. 
Gre za klasični tradicionalni orgelski instrument, z mehansko tonsko in registrsko trakturo. Orgle imajo tri manuale ter 26 samostojnih pojočih registrov. Kovinske piščali so izdelane iz zlitine kositra in svinca, lesene pa iz različnih vrst mehkega in trdega lesa: smreke, bora, javorja, hruške, slive, hrasta, jesena, gabra in ebenovine. Vseh piščali je 1816.
Orgle v cerkvi so prvenstveno namenjene bogoslužju, kljub temu pa nudijo tudi možnost izvajanja najzahtevnejših orgelskih skladb in koncertov. 
Oltarna miza in orgle sta bila posvečena 12. decembra 2010.

### Zvonovi
V cerkvi so trije zvonovi, posvečeni v čast svetemu Petru, zavetniku kovačev, svetemu Roku, zavetniku kmetov in pastirjev, ter sveti Barbari, zavetnici rudarjev. Motivi vseh treh zvonov so povezani s pohorskim življenjem in delom.